# Козяк-при-Цершаку
Козяк-при-Цершаку (словен. Kozjak pri Ceršaku) — поселення в общині Шентиль, Подравський регіон‎, Словенія.